# Vononana
Vononana is een geslacht van hooiwagens uit de familie Cosmetidae.
De wetenschappelijke naam Vononana is voor het eerst geldig gepubliceerd door Roewer in 1927. 

## Soorten
Vononana omvat de volgende 2 soorten:
- Vononana conspersa
- Vononana peruviana